# Bungku-Tolaki jezici
Bungku-Tolaki jezici, skupina od (15) austronezijskih jezika iz Indonezije s otoka Celebesa (Sulawesi). Klasificiraju se široj, jugoistočnoj celebeskoj skupini, dok su po starijoj klasifikaciji bili podijeljeni na podskupine bungku (5) jezika; mori (5) jezika; tolaki (4) jezika; i posebnog jezika taloki koji danas pripada podskupini kulisusu.  Predstavnici su: 
a. istočni Bungku-Tolaki (8): koroni [xkq], kulisusu [vkl], taloki [tlk], bahonsuai [bsu], bungku [bkz], mori bawah [xmz], wawonii [wow], moronene [mqn].
b. zapadni Bungku-Tolaki (7): mori atas [mzq], padoe [pdo], tomadino [tdi], kodeoha [vko], rahambuu, [raz], tolaki [lbw], waru [wru].

## Vanjske poveznice
- Ethnologue (14th)
- Ethnologue (15th)